# Токмагамбетов, Шугайпек Тулеубекович
Шугайпек Тулеубекович Токмагамбетов (1928—1994) — горный инженер, один из организаторов добычи угля в Казахстане.

## Биография
Окончил Казахский горно-металлургический институт (1949).
- В 1949-1961 годах — начальник участка, заместитель главного инженера, главный инженер в шахтах Карагандинского угольного бассейна.
- В 1961-1970 годы — директор шахты № 22, крупнейшей в бассейне,
- В 1970-1979 гг. и 1992—1994 годах — технический директор производственного объединения «Карагандауголь»,
- В 1979-1988 годах — первый секретарь Карагандинского областного комитета партии,
- В 1970-1988 годах — член коллегии Министерства угольной промышленности СССР.

## Награды
Лауреат Государственной премии СССР (1972), 3 ордена Трудового Красного Знамени, 2 ордена «Знак Почёта», медали, 4 Почетные грамоты Верховного Совета Казахской ССР. Полный кавалер знака «Шахтерская слава».